# Prima Divisione Toscana 1940-1941
Fu il quarto livello della XXXVIII edizione del campionato italiano di calcio.

La Prima Divisione (ex Seconda Divisione) fu organizzata e gestita dai Direttori di Zona.

Le finali per la promozione in Serie C erano gestite dal Direttorio Divisioni Superiori (D.D.S.) che aveva sede a Roma.
Il Direttorio VIII Zona gestiva le squadre della regione Toscana.

## Girone A

### Squadre partecipanti
| Squadra                               | Città (provincia)          | Stagione precedente |
| ------------------------------------- | -------------------------- | ------------------- |
| D.S. Aquila-Montevarchi (B = riserve) | Montevarchi (AR)           |                     |
| U.S. Arezzo (B = riserve)             | Arezzo                     |                     |
| G.S.F. Borgo San Lorenzo              | Borgo San Lorenzo (FI)     |                     |
| G.I.L. di Sesto Fiorentino            | Sesto Fiorentino (FI)      |                     |
| S.S. delle Signe (B = riserve)        | Signa (FI)                 |                     |
| G.S.F. Peretola                       | Peretola (FI)              |                     |
| A.C. Prato (B = riserve)              | Prato (FI)                 |                     |
| G.S.C. Richard Ginori                 | Sesto Fiorentino (FI)      |                     |
| D.S.C. San Giovanni (B = riserve)     | San Giovanni Valdarno (AR) |                     |
| A.C. Siena (B = riserve)              | Siena                      |                     |

### Classifica finale
|  | Pos. | Squadra | Pt | G  | V | N | P | GF | GS | QR   |
|  | ---- | ------- | -- | -- | - | - | - | -- | -- | ---- |
|  | 1.   | ???     | ?? | 18 | . | . | . | .. | .. | ?,?? |
|  | 2.   | ???     | ?? | 18 | . | . | . | .. | .. | ?,?? |
|  | 3.   | ???     | ?? | 18 | . | . | . | .. | .. | ?,?? |
|  | 4.   | ???     | ?? | 18 | . | . | . | .. | .. | ?,?? |
|  | 5.   | ???     | ?? | 18 | . | . | . | .. | .. | ?,?? |
|  | 6.   | ???     | ?? | 18 | . | . | . | .. | .. | ?,?? |
|  | 7.   | ???     | ?? | 18 | . | . | . | .. | .. | ?,?? |
|  | 8.   | ???     | ?? | 18 | . | . | . | .. | .. | ?,?? |
|  | 9.   | ???     | ?? | 18 | . | . | . | .. | .. | ?,?? |
|  | 10.  | ???     | ?? | 18 | . | . | . | .. | .. | ?,?? |

Legenda:
      Ammesso alle finali regionali.
      Retrocesso in Seconda Divisione.
Regolamento:
Due punti a vittoria, uno a pareggio, zero a sconfitta.
Quoziente reti in caso di pari punti, per qualsiasi posizione di classifica.

## Girone B

### Squadre partecipanti
| Squadra                                         | Città (provincia)               | Stagione precedente |
| ----------------------------------------------- | ------------------------------- | ------------------- |
| U.S. Carrarese "Pietrino Binelli" (B = riserve) | Carrara (AU)                    |                     |
| U.S. Fornaci                                    | Fornaci di Barga (LU)           |                     |
| S.S. Juventus                                   | Pistoia                         |                     |
| U.S. Livorno (C = allievi)                      | Livorno                         |                     |
| U.S. Lucchese Libertas (B = riserve)            | Lucca                           |                     |
| U.S. Montecatini                                | Montecatini Terme (PT)          |                     |
| A.C. Pietrasanta                                | Pietrasanta (LU)                |                     |
| A.C. Pisa (B = riserve)                         | Pisa                            |                     |
| U.S.F. Pontedera (B = riserve)                  | Pontedera (PI)                  |                     |
| A.C. Quarrata                                   | Quarrata, fraz. di Tizzana (PT) |                     |
| S.S. San Piero Agliana                          | San Piero di Agliana (PT)       |                     |

### Classifica finale
|  | Pos. | Squadra | Pt | G  | V | N | P | GF | GS | QR   |
|  | ---- | ------- | -- | -- | - | - | - | -- | -- | ---- |
|  | 1.   | ???     | ?? | 18 | . | . | . | .. | .. | ?,?? |
|  | 2.   | ???     | ?? | 18 | . | . | . | .. | .. | ?,?? |
|  | 3.   | ???     | ?? | 18 | . | . | . | .. | .. | ?,?? |
|  | 4.   | ???     | ?? | 18 | . | . | . | .. | .. | ?,?? |
|  | 5.   | ???     | ?? | 18 | . | . | . | .. | .. | ?,?? |
|  | 6.   | ???     | ?? | 18 | . | . | . | .. | .. | ?,?? |
|  | 7.   | ???     | ?? | 18 | . | . | . | .. | .. | ?,?? |
|  | 8.   | ???     | ?? | 18 | . | . | . | .. | .. | ?,?? |
|  | 9.   | ???     | ?? | 18 | . | . | . | .. | .. | ?,?? |
|  | 10.  | ???     | ?? | 18 | . | . | . | .. | .. | ?,?? |

Legenda:
      Ammesso alle finali regionali.
      Retrocesso in Seconda Divisione.
Regolamento:
Due punti a vittoria, uno a pareggio, zero a sconfitta.
Quoziente reti in caso di pari punti, per qualsiasi posizione di classifica.

## Verdetti finali
- Richard Ginori promossa in Serie C, ma rinuncia.[2]
- Il Fornaci è promosso in Serie C, ma non regolarizza la sua iscrizione.[2]